# Campionati africani di atletica leggera 2018 - 10000 metri piani femminili
La specialità dei 10000 metri piani femminili ai campionati africani di atletica leggera di Asaba 2018 si è svolta il 4 agosto allo Stadio Stephen Keshi.

## Risultati
| Class   | Atleta               | Nazione   | Tempo    | Note |
| ------- | -------------------- | --------- | -------- | ---- |
| Oro     | Stacy Ndiwa          | Kenya     | 31:31.17 |      |
| Argento | Alice Aprot Nawowuna | Kenya     | 31:36.12 |      |
| Bronzo  | Gete Alemayehu       | Etiopia   | 32:10.68 |      |
| 4       | Stella Chesang       | Uganda    | 32:29.54 |      |
| 5       | Mercyline Chelangat  | Uganda    | 32:36.39 |      |
| 6       | Salome Nyirarukundo  | Ruanda    | 33:14.08 |      |
| 7       | Haftamnesh Tesfay    | Etiopia   | 33:44.92 |      |
| 8       | Fanus Alem           | Eritrea   | 34:48.09 |      |
|         | Paule-Marie Perrier  | Mauritius | dnf      |      |
|         | Pauline Korikwiang   | Kenya     | dnf      |      |
|         | Asnakech Awoke       | Etiopia   | dnf      |      |
|         | Elvanie Nimbona      | Burundi   | dns      |      |
|         | Failuna Matanga      | Tanzania  | dns      |      |